# Ellen Amaral
Ellen Grazielle Saldanha do Amaral est une joueuse de volley-ball brésilienne née le 15 septembre 1990 à Belo Horizonte. Elle mesure 1,79 m et joue au poste de réceptionneuse-attaquante. 

## Clubs
| Club                      | De        | À         |
| ------------------------- | --------- | --------- |
| Sparta Volei              | 2005-2006 | 2005-2006 |
| Minas Tênis Clube         | 2006-2007 | 2008-2009 |
| Mackenzie Esporte Clube   | 2009-2010 | 2009-2010 |
| São José dos Campos       | 2010-2011 | 2010-2011 |
| Assis/AMEA                | 2011-2012 | 2011-2012 |
| Volta Redonda             | 2012-2013 | 2012-2013 |
| Vôlei Bauru               | 2013-2014 | 2013-2014 |
| VBC Cheseaux              | 2014-2015 | 2014-2015 |
| Circolo Sportivo Italiano | 2015-2016 | 2015-2016 |
| Ferrara Volei Clube       | 2016-2017 | 2016-2017 |
| Volley Lugano             | 2017-2018 | 2018-2019 |
| Pannaxiakos A.O.          | 2019-2020 | 2019-2020 |
| Hylte/Halmstad            | 2020-2021 | …         |